# Liga Mexicana de Fútbol Femenil
Liga Mexicana de Fútbol Femenil, auch abgekürzt als Limeffe bezeichnet, ist die vor der Saison 2007/08 eingeführte, landesweite damals höchste Spielklasse im mexikanischen Frauenfußball.
Seit 2017 spielen jedoch die besten Mannschaften in der Liga MX Femenil. Diese ist jedoch unabhängig, es gibt keinen Aufstieg oder Abstieg aus der Limeffe.

## Austragungsmodus
Wie in der höchsten Spielklasse im mexikanischen Männerfußball ist die Saison in zwei Hälften geteilt, in denen jeweils ein Meister ermittelt wird. Das in der Hinrunde einer Saison ausgetragene Turnier wird Apertura genannt und findet in der zweiten Hälfte eines Kalenderjahres statt. Das in der Rückrunde einer Saison ausgetragene Turnier wird Clausura genannt und findet in der ersten Hälfte des folgenden Kalenderjahres statt. Die erste Saison 2007/08 bestand somit aus einem Torneo Apertura 2007 und einem Torneo Clausura 2008. Die nächste Saison bestand aus einem Torneo Apertura 2008 und einem Torneo Clausura 2009, und so weiter. 

## Bisherige Meister und Vizemeister
| Spielzeit     | Meister                  | Vizemeister            |
| ------------- | ------------------------ | ---------------------- |
| Apertura 2007 | Dragonas Oriente         | Leonas Negras          |
| Clausura 2008 | Reinas de Morelia        | Oro Jalisco            |
| Apertura 2008 | Reinas de Morelia        | CD Guadalajara Femenil |
| Clausura 2009 | CD Guadalajara Femenil   | Andrea’s Soccer        |
| Apertura 2009 | Reinas de Morelia        | Celeste Naucalpan      |
| Clausura 2010 | Leonas Negras            | Brujas de Tlaquepaque  |
| Apertura 2010 | Celeste Naucalpan        | Reinas de Morelia      |
| Clausura 2011 | Celeste Naucalpan        | Reinas de Morelia      |
| Apertura 2011 | Reinas de Morelia        | Celeste Naucalpan      |
| Clausura 2012 | Investigadoras PF        | Ángeles Morva          |
| Apertura 2012 | Investigadoras PF        | Club Laguna            |
| Clausura 2013 | Estudiantes FC           | Contadoras UASLP       |
| Apertura 2013 | Contadoras UASLP         | Ángeles Morva          |
| Clausura 2014 | Ángeles Preuniversitario | Contadoras UASLP       |
| Apertura 2014 | Centellas de Tepozotlán  | Copan FC               |
| Clausura 2015 | Río Soccer Club SJR      | Coyotas Tlaxcala       |
| Apertura 2015 | Río Soccer Club SJR      | Coyotas Tlaxcala       |
| Clausura 2016 | Río Soccer Club SJR      | Macro Soccer           |
| Apertura 2016 | Río Soccer Club SJR      | Deportivo Hidro        |
| Clausura 2017 | Selección Puebla         | Fundación Real Madrid  |